# Hepadnaviridae
Hepadnaviridae (do inglês hepatic DNA virus) é uma família de vírus DNA de fita dupla que replicam o seu material genético gerando moléculas de RNA de fita simples com sentido positivo (ssRNA+) intermediárias, por meio da ação da enzima transcriptase reversa. Envolvidos, esféricos, com simetria icosaédrica e diâmetro de cerca de 42 nm. É a família do vírus da hepatite B.
A transmissão é sanguínea, sexual ou vertical. Além de hepatite B podem causar hepatocarcinoma. Se ligam a receptores celulares, entram por endocitose, se replicam no núcleo e se reorganizam no citoplasma.

## Gêneros
A família Hepadnaviridae possui dois géneros:
- Avihepadnavirus: infecta aves
- Orthohepadnavirus: infecta mamíferos